# Haltérophilie aux Jeux olympiques d'été de 1976
Navigation
Munich 1972 Moscou 1980
Résultats des épreuves d'haltérophilie dans le cadre des Jeux olympiques d'été de 1976 à Montréal. Neuf épreuves furent disputées.

## Tableau des médailles
| Rang  | Pays               | Médaille d'or | Médaille d'argent | Médaille de bronze | Total |
| 1     | Union soviétique   | 7             | 1                 | 0                  | 8     |
| 2     | Bulgarie           | 2             | 3                 | 1                  | 6     |
| 3     | Allemagne de l'Est | 0             | 1                 | 2                  | 3     |
| 3     | Pologne            | 0             | 1                 | 2                  | 3     |
| 5     | Hongrie            | 0             | 1                 | 1                  | 2     |
| 6     | France             | 0             | 1                 | 0                  | 1     |
| 6     | États-Unis         | 0             | 1                 | 0                  | 1     |
| 8     | Japon              | 0             | 0                 | 2                  | 2     |
| 9     | Iran               | 0             | 0                 | 1                  | 1     |
| Total | Total              | 9             | 9                 | 9                  | 27    |

## Résultats
| Catégorie      | Or                                                      | Argent                             | Bronze                          |
| Moins de 52 kg | Aleksandr Voronin Union soviétique                      | György Kőszegi Hongrie             | Mohammad Nassiri Iran           |
| 52-56 kg       | Norair Nurikyan Bulgarie                                | Grzegorz Cziura Pologne            | Kenkichi Ando Japon             |
| 56-60 kg       | Nikolay Kolesnikov (weightlifter) (en) Union soviétique | Georghi Todorov Bulgarie           | Kazumasa Hirai Japon            |
| 60-67,5 kg     | Pyotr Korol Union soviétique                            | Daniel Senet France                | Kazimierz Czarnecki Pologne     |
| 67,5-75 kg     | Yordan Mitkov Bulgarie                                  | Vartan Militosyan Union soviétique | Peter Wenzel Allemagne de l'Est |
| 75-82,5 kg     | Valery Shary Union soviétique                           | Trendafil Stoitchev Bulgarie       | Péter Baczakó Hongrie           |
| 82,5-90 kg     | David Rigert Union soviétique                           | Lee James États-Unis               | Atanas Shopov Bulgarie          |
| 90-110 kg      | Iouri Zaïtsev Union soviétique                          | Krastio Semerdjiev Bulgarie        | Tadeusz Rutkowski Pologne       |
| Plus de 110 kg | Vassili Alexeiev Union soviétique                       | Gerd Bonk Allemagne de l'Est       | Helmut Losch Allemagne de l'Est |